# 胡景儒
胡景儒（1909年—1994年），女，陕西蓝田人，中华人民共和国政治人物，曾任陕西省政协副主席，第三届全国人大代表。